# بيل تشيشولم
بيل تشيشولم (بالإنجليزية: Bill Chisholm)‏ هو منافس ألعاب قوى أمريكي، ولد في 28 يونيو 1909، وتوفي في 7 نوفمبر 1996.

## وصلات خارجية
- بيل تشيشولم على موقع أوليمبيديا (الإنجليزية)